# 타키노 토모
타키노 토모(滝野 智, 한국어 더빙판은 양소란)는 일본의 애니메이션과 만화 시리즈 《아즈망가 대왕》에 등장하는 인물이다.

## 인물소개
등장 인물들 중 가장 활력이 넘치는 열혈 소녀이지만, 운동, 공부 기타 장기라고 부를 특별한 것이 없다. 몸매도 평범한 수준에 불과하다. 극도로 충동적이며 생각보다 행동이 앞서고, 자신의 말이나 행동이 어떤 결과를 가져올지에 대해 전혀 신경쓰지 않는다. 요미와 초등학교 때부터 단짝이었다.
지나친 활력과 끔찍한 시험 점수 덕분에(토모는 이러한 자신에게 그릇된 자부심을 갖고 있다) 오사카, 카구라와 함께 '봉쿠라즈'(멍청이들)의 실질적인 두목 역할을 맡는다. 토모는 단지 요미를 놀려주기 위해서 열심히 공부하여 명문 고등학교에 입학함으로써, 일단 마음을 먹으면 어떤 것을 달성할 능력이 있음을 보여주기도 한다. 토모는 요미에게 자주 도발을 하는데, 예로써 요미가 라디오 방송국에 '눈물의 다이어트 소녀'라는 이름으로 식이요법 상담 편지를 보낸 사실을 발견하고 요미를 실컷 놀린다. 가장 좋아하는 음식은 프라이드 치킨과 고기완자, 계란말이이다.
만화 및 애니메이션의 전 부분에 걸쳐 토모는 남을 놀리는 데에 자신의 에너지를 거의 다 소비한다. 여름방학 치요의 여름 별장에 두 번째로 놀러갔을 때, 토모는 치요의 집 열쇠를 손에 쥐고 있다가 앞마당 풀숲에 던져서, 나머지 사람들이 열쇠가 없을 때 어떻게 허둥대는가를 구경한다.
그러나 친구들을 위하는 모습도 종종 보여준다. 스토리 마지막 부분 졸업식에서 치요가 수석 성적으로 상을 받을 때, 기립 박수를 유도한다. 또한 3학년 체육대회를 준비할 때 카구라를 의도치 않게 죄책감을 느끼게 한 뒤, 그녀에게 기운을 북돋워 주기도 한다. 토모는 다른 의미에서 자기 중심적이다. 그녀는 자신이 다른 사람과 끊임없이 투쟁하고 있다고 생각하지만, 실제로는 아무도 토모를 라이벌로 보지 않는다. 예를 들면 달리기에서 사카키에게 종종 도전하며(사카키는 물론 손쉽게 토모를 누른다), 매우 나쁜 성적에도 불구하고 자신이 졸업생 대표로 호명될 것을 기대한다. 치요가 자기가 12살이 되었다고 말할 때, 토모는 자신은 17살이 되었으며 마치 그것이 업적이라도 되는 것처럼 이야기한다. 토모는 루팡 3세 만화 및 애니메이션의 팬으로, 주변인들이 인정하지 않음에도 불구하고 가끔 자신을 섹시한 미네 후지코와 비교한다.
카스가 아유무에게 오사카에서 왔다는 이유로 '오사카'라는 별명을 붙이고, 그것이 그대로 굳어진다. 이외에도 햄스터에 '하무', 기르는 개에 '구로(검둥이)'라는 이름을 붙이는 등 무미건조한 작명 센스를 갖고 있다. 곧잘 만자이 개그를 사용하며, 오사카가 자신의 파트너 역할을 하기를 기대한다(만자이는 특히 오사카 지역과 연관된, 몸짓이 아닌 말로 웃기는 코미디이다).
유난히 다른 친구들보다 성적이거나 이상야릇한 이야기에 관심이 더 있으며, 여름방학 피서지에서 미냐모 선생에게 문제의 '정보'를 물어본다. 이성에 관심을 많이 갖지만, 스토리 마지막까지 다른 친구들과 마찬가지로 남자친구를 사귀지 않는다.
성적이 안 좋음에도 불구하고, 아무도 부위원장에 지원하지 않았기 때문에 학급 부위원장이 된다. 언젠가 ICPO에 들어가, 여경찰이 될 것이라고 선언하기도 한다(루팡 3세에 나오는, 루팡의 강적 제니가타 고우이치(ぜにがた こういち)도 ICPO 소속이다). 그러나 어떻게 ICPO에 들어갈 것인지에 대한 계획은 없다. 후반부 에피소드에서 요미보다 먼저 대학교에 합격하는 모습을 보여 요미를 절망에 빠뜨리기도 한다.
애니메이션 14화 중간에, 토모가 치요가 입고 있는 기모노 띠(오비, おび)를 풀어 내면서 빙빙 돌리는 '이러지 마세요 놀이'를 하는 모습이 등장한다.
야구팬이다. 일본에서는 한신 타이거즈, 한국 더빙에서는 롯데 자이언츠의 팬으로 나온다. 야구를 주제로 요미우리 자이언츠(일본), LG 트윈스(한국 더빙) 팬인 치요와 어떤 팀이 우승할지 논쟁을 벌이기도 했다. 사실 논쟁이라기 보다는 토모가 치요를 놀리는 것이 더 적합할지도 모르겠다.
토모의 성은 '폭포 벌판'을 뜻한다.

## 토모와 유카리 선생의 공통점
성격이 담임 선생 유카리와 매우 비슷하기 때문에 의기투합이 잘 된다. '유카리 자동차'에 탈 수 있는 '유일한' 등장 인물이다. 토모와 유카리 둘 다 비디오 게임을 좋아하며, 유카리 선생이 늦을 때 토모는 종종 유카리가 게임 소프트를 사기 때문에 늦는 것이라고 추측하곤 한다. 요미가 토모의 이런 추측을 무시하지만, 이는 곧 사실임이 드러난다. 토모와 유카리는 애증 관계로 얽혀 있으며, 두 사람의 성격이 가끔 비슷해 보임에도 불구하고 토모는 종종 유카리의 존재에 심각한 위협이 된다. 스스로 자신의 꿈이 '선생님 골탕먹이기'라고 했다. 다만, 토모는 유카리보다 훨씬 더 명랑하며 낙천적이다(유카리는 자주 자신의 신세를 한탄한다).

## 기타
- 토모의 휴대전화 벨소리는 자신의 캐릭터송 중 하나인 《ぽいぽい Peace》이다.
- 토모는 '아유'(하마사키 아유미)의 팬이기도 하며, 3학년 처음으로 학교에 등장할 때 아유처럼 보이기 위해 헤어스타일을 바꾼다. 만화 내에서는 히로스에 료코의 팬으로도 나온다.

## 성우
TV 시리즈 및 극장판히구치 지에코
아즈망가 웹 대왕한바 도모에
한국어판박선영
영어판맨디 클라크

## 캐릭터송
- 《空はとびきりパラダイス》 하타 아키 작사, 이토 마스미 작곡
- 《ぽいぽい Peace》 하타 아키 작사, 가나이 고스케 작곡